# Відносини Швеція — НАТО
Відносини Швеція — НАТО (англ. Sweden–NATO relations, швед. Relationer mellan Sverige och Nato) — двосторонні стосунки НАТО з Королівством Швеція, які полягають у спільних зусиллях із побудови миру та світової безпеки, забезпеченні оперативної сумісності, підтримці здатності шведських збройних сил співпрацювати з силами НАТО та інших країн-партнерів у багатонаціональних операціях з підтримки миру.
Швеція приєдналася до Партнерства заради миру 9 травня 1994 року. 18 травня 2022 року Швеція офіційно подала заявку на вступ до НАТО. 7 березня 2024 року Швеція офіційно вступила в НАТО і стала 32 членом Альянсу.

## Історія
У 1949 році Швеція вирішила не вступати в НАТО і оголосила політику безпеки, спрямовану на неприєднання в мирний період і нейтралітету під час війни. Змінена версія тепер кваліфікує неприєднання в мирний період як можливий нейтралітет у війні. Цю позицію підтримували без особливих обговорень під час холодної війни. Однак з 1990-х років у Швеції точиться активна дискусія щодо питання членства в НАТО в епоху після холодної війни. Ці ідеологічні розриви були помітні в листопаді 2006 року, коли Швеція могла або купити два нові транспортні літаки, або приєднатися до авіаційного пулу НАТО, а також у грудні 2006 року, коли Швецію запросили приєднатися до Сил реагування НАТО. Швеція була активним учасником місій під проводом НАТО в Боснії (ІФОР і СФОР), Косові (КФОР), Афганістані (МССБ) та Лівії (Операція «Unified Protector»).

## Співробітництво
Співробітництво між Швецією і НАТО почалось ще в 1949 р. Швеція вирішила не вступати в НАТО і заявила про свою традиційну політичну позицію, спрямовану на приєднання до миру, нейтралітет у війні. Співробітництво з НАТО припускає неприєднання, нейтралітет у війні. Уряд Швеції вирішив: вона не братиме участі в НАТО як повноцінний член, бо хотів залишити державу нейтральною в потенційній війні. Ця позиція була підтримана без обговорення під час холодної війни.
З 1990-х років було тільки активне обговорення в Швеції питання про членство в НАТО, у період після «холодної війни».
Ці ідеологічні розбіжності НАТО і Швеції знову розглядали в листопаді 2006 року, коли Швеція намагалася придбати два нові транспортні літаки.
В грудні 2006 року Швеція була офіційно запрошена приєднатися до Сил швидкого реагування НАТО, але правлячі політичні партії в Швеції виступили проти вказаного членства, хоча Швеція брала участь в очолюваних НАТО місіях в Боснії (IFOR, SFOR), Косово (KFOR), Афганістані (ISAF) і в Лівії (Операція «Єдиний Захисник»).
Шведська партія Центру та Соціал-демократична партія залишилися на боці неприєднання до НАТО. Цю їх позицію поділяють Партія зелених і Ліва партія Швеції. З правого політичного крила Помірна коаліційна партія та Ліберальна партія Швеції є єдиними сторонами з представництвом в парламенті Швеції, що обстоювали членство Швеції в НАТО.
У 2014 р. під час Кримської анексії в Україні, деякі шведські лідери, включаючи заступника прем'єр-міністра Яна Б'єрклунда з Ліберальної народної партії і Йоран Хеґлунд лідер Християнсько-демократичної партії припустили, що Швеція повинна розглянути питання про приєднання до НАТО. Прем'єр-міністр Фредрік Райнфельдт заявив 18 вересня 2007 року, що шведське членство в НАТО вимагає «дуже широкої» більшості у парламенті Швеції, в тому числі за участі шведських соціал-демократів, і потребує співпраці з Фінляндією.
На саміті в Уельсі у вересні 2014 року Швеція приєдналася до Партнерства з розширеними можливостями НАТО.
16 лютого 2022 року в уряді Швеції офіційно заявили про відмову подавати заявку на вступ в НАТО. Це випливає із зовнішньополітичної декларації 2022 року, яку підписала глава МЗС країни Анн Лінде.
Протягом тривалого проміжку часу, з дати заснування Альянсу Швеція зберігала нейтралітет і не приєднувалася до нього, хоча зберігала тісні стосунки, а також активно співпрацювала з ним. Однак, після російського вторгнення в Україну 2022 року, серед правлячих кіл почала зростати підтримка ідеї набуття повноправного членства Швецією у НАТО.
11 квітня 2022 року видання The Times повідомило, що Фінляндія та Швеція готові приєднатися до НАТО вже влітку.
20 квітня 2022 року міністр закордонних справ Фінляндії Пекка Хаавісто наголосив на важливості того, щоб Фінляндія та Швеція прагнули прийняти свої рішення про членство в НАТО одночасно.
25 квітня 2022 року фінське видання Iltalehti повідомило, що Фінляндія і Швеція, ймовірно, не чекатимуть саміту НАТО наприкінці червня і подадуть заявки на вступ до Альянсу вже у травні цього року. Того ж дня стало відомо, Швеція отримала конкретні обіцянки від Великої Британії та Сполучених Штатів про захист на період ухвалення рішення щодо вступу країни до НАТО.
28 квітня 2022 року генеральний секретар НАТО Єнс Столтенберґ заявив про можливість гарантій безпеки для Швеції і Фінляндії ще до їх вступу в НАТО.
10 травня 2022 року ЗМІ повідомили, що Фінляндія і Швеція можуть подати заявки на вступ до НАТО наступного тижня.
12 травня 2022 року шведське видання Expressen повідомило, що Швеція може подати заявку до НАТО вже в понеділок, 16 травня, наступного дня після того, як правлячі соціал-демократи ухвалять рішення.
13 травня 2022 року президент Туреччини Реджеп Таїп Ердоган заявив, що його країна, яка є членом НАТО, «не може позитивно оцінити» плани Швеції та Фінляндії щодо приєднання до Альянсу.
15 травня 2022 року Соціал-демократична партія Швеції підтримала вступ своєї країни до Альянсу.
|                                                                    | На своєму засіданні сьогодні, 15 травня 2022 року, правління Соціал-демократичної партії вирішило, що партія працюватиме над тим, щоб Швеція подала заявку на членство в НАТО. Водночас соціал-демократи наголошують на тому, щоб Швеція, якщо заявка буде схвалена НАТО, висловила односторонні застереження проти розміщення ядерної зброї та постійних військових баз на території Швеції. |
| — Соціал-демократична партія Швеції, заява від 15 травня 2022 року | |

16 травня 2022 року прем'єр-міністр Швеції Магдалена Андерссон розповіла, що процес набуття країною членства у НАТО може тривати близько року.
|                                                  | Ми бачили це раніше і були готові. Ми будемо вести діалог на багатьох різних рівнях з усіма 30 країнами-членам, включно з Туреччиною |
| — прем‘єр-міністр Швеції Магдалена Андерсон, SVT | |

## Опитування
- У 2005 р. соціологічне опитування показало, що 46 % шведів були проти членства в НАТО, а 22 % — підтримували вступ Швеції у НАТО[33].
- Опитування у травні 2008 р. засвідчило, що 37 % шведів погоджуються з членством у НАТО, в той же час як 41 % виступають проти цього. Підтримка членства в НАТО різко зросла з березня 2008 року, хоча лише 29 % були на позиції вступу в НАТО[34].
- Підтримка членства у НАТО в 2011 р. знизилася до 23 %, і піднялася до 32 % в травні 2013 року[35].
- У березні 2014 р. соціологічне опитування показало 31 % голосів респондентів на користь вступу Швеції у НАТО і 50 % проти цього.

| Опитування населення Швеції щодо вступу до НАТО | Опитування населення Швеції щодо вступу до НАТО | Опитування населення Швеції щодо вступу до НАТО |
| ----------------------------------------------- | ----------------------------------------------- | ----------------------------------------------- |
| Дата                                            | Ставлення                                       | Ставлення                                       |
| Дата                                            | За                                              | Проти                                           |
| Травень 2006                                    | 22 %                                            | 46 %                                            |
| Березень 2008                                   | 29 %                                            |                                                 |
| Травень 2013                                    | 32 %                                            |                                                 |
| Березень 2014                                   | 31 %                                            | 50 %                                            |
| Квітень 2022                                    | 57 %                                            | 21 %                                            |

Ipsos провела регулярні опитування, і вони задокументували зниження опозиції щодо членства з 56 % у квітні 2015 року до 35 % у грудні 2020 року, коли їхнє опитування показало тристоронній розкол між шведами: 33 % підтримують членство в НАТО і 32 % не визначилися з питанням. Зменшення значною мірою відповідає збільшенню кількості невизначених, оскільки відсоток шведів, які підтримують членство в НАТО, залишався переважно стабільним з 2014 року. Підтримка членства в НАТО раніше зростала між 2012 і 2015 роками, коли Інститут SOM показав, що вона зросла з 17 % до 31 %. Такі події, як анексія Криму та повідомлення про діяльність російських підводних човнів у 2014 році, а також звіт 2013 року про те, що Швеція може протриматися лише тиждень у разі нападу, були зараховані до зростання підтримки. Опитування Pew у травні 2017 року також показало, що 48 % підтримують членство, а в листопаді 2020 року вони показали, що 65 % шведів позитивно ставляться до НАТО, що є найвищим відсотком серед усіх опитаних, які не є членами НАТО.

### Після російського вторгнення в Україну
Опитування Novus, проведене 24–25 лютого 2022 року, показало, що 41 % підтримують членство в НАТО, а 35 % — проти. 4 березня 2022 року було опубліковано опитування, яке показало, що 51 % підтримують членство в НАТО, що вперше показало, що більшість підтримує цю позицію.

## Політичні погляди на членство
Багато політичних поглядів щодо членства в НАТО змінилися після російського вторгнення в Україну 2022 року. Правляча Шведська соціал-демократична партія багато років виступала за нейтралітет і неприєднання, але 15 травня 2022 року оголосила, що тепер підтримає заявку на вступ до організації. Серед їхніх партнерів по коаліції Партія зелених залишається проти, в той час як Ліва партія хотіла б провести референдум з цього приводу, що прем'єр-міністр Магдалена Андерссон відхилила. Правоцентристська Помірна партія є найбільшою партією за нинішнім парламентським представництвом, яка виступає за членство в НАТО, навіть зробивши її головною передвиборчою обіцянкою у 2022 році, і (як і Ліберальна партія) загалом підтримує членство в НАТО з кінця Холодна війна. Центристська партія виступала проти членства в НАТО до вересня 2015 року, коли партійне керівництво під керівництвом Анні Льоф оголосило, що внесе зміни в партійну політику, щоб на наступній партійній конференції домагатися приєднання Швеції до НАТО. Християнські демократи, які також раніше виступали проти, також проголосували за членство в НАТО на своїх партійних зборах у жовтні 2015 року. Коли націоналістичні шведські демократи скоригували свою позицію в грудні 2020 року, щоб дозволити членство в НАТО, якщо буде узгоджено з сусідньою Фінляндією та ратифіковано на референдумі, більшість членів шведського риксдагу вперше належали до партій, відкритих для членства в НАТО, і пропозицію щодо майбутнього членства в НАТО було ухвалено парламентом того місяця 204 голосами проти 145.

## Заявка на членство
17 травня 2022 року Анн Лінде, міністр закордонних справ Швеції, підписала заявку Швеції на вступ до НАТО після попереднього наміру Фінляндії приєднатися до НАТО. 18 травня 2022 року обидві країни офіційно подали заявку на вступ до НАТО.
Президент Туреччини Реджеп Тайїп Ердоган висловив протидію вступу Швеції та Фінляндії до НАТО, заявивши, що Туреччина не може підтримати їхню заявку, поки дві країни дозволяють угрупованням, які Туреччина класифікує як терористичні організації, включаючи курдські бойовики Kurdistan Workers' Партія (PKK) і Загони народної оборони (YPG), а також прихильники Фетхуллаха Ґюлена, мусульманського священнослужителя з США, якого Туреччина звинувачує в організації невдалої спроби турецького державного перевороту 2016 року, діяли на їхній території. (РПК входить до списку терористичних організацій Європейського Союзу). Туреччина подала запит на екстрадицію імовірних членів РПК із північних країн. Крім того, уряд Туреччини зажадав скасувати ембарго на поставки зброї, введене урядами Швеції та Фінляндії у відповідь на операції проти YPG в Сирії. Виступаючи пізніше, Ібрагім Калин, речник Ердогана, сказав, що схвалення членства Швеції не виключається, але статус цих груп є «питанням національної безпеки Туреччини» і що будуть потрібні переговори. Однак після заяви Ібрагіма Калина Ердоган повторив свою погрозу заблокувати заявки Фінляндії та Швеції на членство Керівництво НАТО і Сполучені Штати заявили, що вони впевнені, що Туреччина не зупинить процес вступу двох країн. Міністр закордонних справ Канади Мелані Джолі також провела переговори з Туреччиною, щоб переконати турецький уряд у необхідності інтеграції двох північних країн. 20 травня Енн Лінде, міністр закордонних справ Швеції, відкинула твердження Ердогана, що вони підтримують РПК, назвавши це «дезінформацією», і вказавши, що Швеція зарахувала РПК до терористичної організації в 1984 році, тоді як ЄС наслідував її приклад у 2002 році. Речник Ібрагім Калин, який керував переговорами від імені Туреччини, заявив після першої зустрічі в Анкарі, що процес не просуватиметься, доки не будуть виправдані очікування Туреччини і вона не відчує на себе тиску часу. Після того, як делегація у складі шведських та фінських дипломатів провела переговори з цього приводу зі своїми турецькими колегами, Ердоган повторив, що не погодиться на їхню заявку на вступ, оскільки в той же день переговори відбулися в Анкарі, Саліх Муслім, якого вважають терористом. Ердоган виступив на шведському телебаченні. Лідер Партії націоналістичного руху Девлет Бахчелі припустив, що сценарій, за яким Туреччина вийде з НАТО, слід розглядати як варіант, у такому випадку можна заснувати новий військовий альянс. Наприкінці травня 2022 року лідер опозиції Кемаль Киличдароглу стверджував, що у випадку, якщо суперечка щодо вступу триватиме, а AKP і MHP вирішать закрити авіабазу Інджирлік, CHP підтримає це.
13 жовтня 2023 року, прем'єр-міністр Швеції Ульф Крістерссон повідомив, що Туреччина більше не висуває вимог перед Швецією задля ратифікації її заявки на вступ до НАТО. «Ми виконали свої зобов'язання щодо поліпшення співпраці з Туреччиною задля запобігання фінансуванню РПК (Робітничої партії Курдистану, яку Анкара визнає терористичною) або діяльності, спрямованої проти Туреччини», — сказав він.
23 січня 2024 року, за повідомленням Bloomberg, парламент Туреччини схвалив членство Швеції в Північноатлантичному Альянсі.

## Перебіг подій
| Подія                      | Дата                       | Примітки                   |
| -------------------------- | -------------------------- | -------------------------- |
| Партнерство заради миру    | 9 травня 1994              | [ 1 ]                      |
| Подання заявки на членство | 18 травня 2022             | [ 72 ]                     |
| Запрошення на членство     | 29 червня 2022             | [ 73 ]                     |
| Протокол вступу            | 5 липня 2022               | [ 74 ]                     |
| Ратифікація протоколу      | 31 / 31 Див. таблицю нижче | 31 / 31 Див. таблицю нижче |
| Повне членство             | 7 березня 2024             | [ 75 ]                     |

### Процес ратифікації
| Підписант          | Дата            | Орган                    | За       | Проти    | Утримались | Депозитовано    | Примітки      |
| ------------------ | --------------- | ------------------------ | -------- | -------- | ---------- | --------------- | ------------- |
| Албанія            | 7 липня 2022    | Парламент                | 114      | 0        | 0          | 11 серпня 2022  | [ 77 ]        |
| Албанія            | 10 липня 2022   | Президент                | Схвалено | Схвалено | Схвалено   | 11 серпня 2022  | [ 78 ]        |
| Бельгія            | 20 липня 2022   | Палата представників     | 121      | 11       | 0          | 11 серпня 2022  | [ 79 ]        |
| Бельгія            | 21 липня 2022   | Монарх                   | Схвалено | Схвалено | Схвалено   | 11 серпня 2022  | [ 80 ]        |
| Болгарія           | 13 липня 2022   | Народні збори            | 195      | 11       | 0          | 9 серпня 2022   | [ 81 ]        |
| Болгарія           | 18 липня 2022   | Президент                | Схвалено | Схвалено | Схвалено   | 9 серпня 2022   | [ 82 ]        |
| Велика Британія    | 6 липня 2022    | Уряд                     | Схвалено | Схвалено | Схвалено   | 8 липня 2022    | [ 84 ]        |
| Греція             | 15 вересня 2022 | Парламент                | Схвалено | Схвалено | Схвалено   | 14 жовтня 2022  | [ 86 ] [ 87 ] |
| Греція             | 15 вересня 2022 | Президент                | Схвалено | Схвалено | Схвалено   | 14 жовтня 2022  | [ 88 ]        |
| Данія              | 7 червня 2022   | Фолькетинг               | 95       | 0        | 0          | 5 липня 2022    | [ 89 ]        |
| Естонія            | 6 липня 2022    | Рійгікогу                | 79       | 0        | 3          | 22 липня 2022   | [ 90 ]        |
| Естонія            | 6 липня 2022    | Президент                | Схвалено | Схвалено | Схвалено   | 22 липня 2022   | [ 91 ]        |
| Ісландія           | 7 червня 2022   | Альтинг                  | 44       | 0        | 5          | 6 липня 2022    | [ 92 ]        |
| Ісландія           | 5 липня 2022    | Президент                | Схвалено | Схвалено | Схвалено   | 6 липня 2022    | [ 93 ]        |
| Іспанія            | 15 вересня 2022 | Конгрес депутатів        | 290      | 11       | 47         | 6 жовтня 2022   | [ 94 ] [ 95 ] |
| Іспанія            | 21 вересня 2022 | Сенат                    | 245      | 1        | 17         | 6 жовтня 2022   | [ 96 ]        |
| Іспанія            | 27 вересня 2022 | Король                   | Схвалено | Схвалено | Схвалено   | 6 жовтня 2022   | [ 97 ]        |
| Італія             | 2 серпня 2022   | Палата депутатів         | 398      | 20       | 9          | 17 серпня 2022  | [ 98 ]        |
| Італія             | 3 серпня 2022   | Сенат                    | 202      | 13       | 2          | 17 серпня 2022  | [ 99 ]        |
| Італія             | 5 серпня 2022   | Президент                | Схвалено | Схвалено | Схвалено   | 17 серпня 2022  | [ 100 ]       |
| Канада             | 5 липня 2022    | Уряд                     | Схвалено | Схвалено | Схвалено   | 5 липня 2022    | [ 102 ]       |
| Латвія             | 14 липня 2022   | Сейм                     | 78       | 0        | 0          | 22 липня 2022   | [ 103 ]       |
| Латвія             | 15 липня 2022   | Президент                | Схвалено | Схвалено | Схвалено   | 22 липня 2022   | [ 104 ]       |
| Литва              | 20 липня 2022   | Сейм                     | 112      | 1        | 0          | 4 серпня 2022   | [ 105 ]       |
| Литва              | 20 липня 2022   | Президент                | Схвалено | Схвалено | Схвалено   | 4 серпня 2022   | [ 105 ]       |
| Люксембург         | 12 липня 2022   | Палата депутатів         | 58       | 0        | 2          | 9 серпня 2022   | [ 106 ]       |
| Люксембург         | 22 липня 2022   | Великий герцог           | Схвалено | Схвалено | Схвалено   | 9 серпня 2022   | [ 107 ]       |
| Нідерланди         | 7 липня 2022    | Палата представників     | 142      | 8        | 0          | 20 липня 2022   | [ 108 ]       |
| Нідерланди         | 12 липня 2022   | Сенат                    | 71       | 1        | 0          | 20 липня 2022   | [ 109 ]       |
| Нідерланди         | 13 липня 2022   | Король                   | Схвалено | Схвалено | Схвалено   | 20 липня 2022   | [ 110 ]       |
| Німеччина          | 8 липня 2022    | Бундестаг                | Схвалено | Схвалено | Схвалено   | 20 липня 2022   | [ 111 ]       |
| Німеччина          | 8 липня 2022    | Бундесрат                | Схвалено | Схвалено | Схвалено   | 20 липня 2022   | [ 112 ]       |
| Німеччина          | 11 липня 2022   | Президент                | Схвалено | Схвалено | Схвалено   | 20 липня 2022   | [ 113 ]       |
| Норвегія           | 16 червня 2022  | Стортинг                 | 98       | 4        | 0          | 7 липня 2022    | [ 114 ]       |
| Норвегія           | 22 червня 2022  | Король                   | Схвалено | Схвалено | Схвалено   | 7 липня 2022    | [ 115 ]       |
| Північна Македонія | 27 липня 2022   | Збори                    | 103      | 2        | 0          | 22 серпня 2022  | [ 116 ]       |
| Північна Македонія | 28 липня 2022   | Президент                | Схвалено | Схвалено | Схвалено   | 22 серпня 2022  | [ 117 ]       |
| Польща             | 7 липня 2022    | Сейм                     | 442      | 0        | 0          | 3 серпня 2022   | [ 118 ]       |
| Польща             | 20 липня 2022   | Сенат                    | 96       | 0        | 0          | 3 серпня 2022   | [ 119 ]       |
| Польща             | 22 липня 2022   | Президент                | Схвалено | Схвалено | Схвалено   | 3 серпня 2022   | [ 120 ]       |
| Португалія         | 16 вересня 2022 | Асамблея Республіки      | 219      | 11       | 0          | 11 жовтня 2022  | [ 121 ]       |
| Португалія         | 19 вересня 2022 | Президент                | Схвалено | Схвалено | Схвалено   | 11 жовтня 2022  | [ 122 ]       |
| Румунія            | 20 липня 2022   | Палата депутатів         | 227      | 0        | 3          | 22 серпня 2022  | [ 123 ]       |
| Румунія            | 20 липня 2022   | Сенат                    | 96       | 0        | 0          | 22 серпня 2022  | [ 124 ]       |
| Румунія            | 22 липня 2022   | Президент                | Схвалено | Схвалено | Схвалено   | 22 серпня 2022  | [ 125 ]       |
| Словаччина         | 27 вересня 2022 | Народна рада             | 124      | 15       | 1          | 4 жовтня 2022   | [ 126 ]       |
| Словаччина         | 28 вересня 2022 | Президент                | Схвалено | Схвалено | Схвалено   | 4 жовтня 2022   | [ 127 ]       |
| Словенія           | 14 липня 2022   | Парламент                | 77       | 5        | 0          | 24 серпня 2022  | [ 128 ]       |
| Словенія           | 22 липня 2022   | Президент                | Схвалено | Схвалено | Схвалено   | 24 серпня 2022  | [ 129 ]       |
| США                | 3 серпня 2022   | Сенат                    | 95       | 1        | 1          | 18 серпня 2022  | [ 130 ]       |
| США                | 9 серпня 2022   | Президент                | Схвалено | Схвалено | Схвалено   | 18 серпня 2022  | [ 131 ]       |
| Туреччина          | 23 січня 2024   | Великі національні збори | 287      | 35       | 24         | 26 січня 2024   | [ 132 ]       |
| Туреччина          | 25 січня 2024   | Президент                | Схвалено | Схвалено | Схвалено   | 26 січня 2024   | [ 133 ]       |
| Угорщина           | 26 лютого 2024  | Національна асамблея     | 188      | 6        | 0          | 7 березня 2024  | [ 134 ]       |
| Угорщина           | 5 березня 2024  | Президент                | Схвалено | Схвалено | Схвалено   | 7 березня 2024  | [ 135 ]       |
| Фінляндія          | 1 березня 2023  | Едускунта                | 184      | 7        | 8          | 4 квітня 2023   | [ 136 ]       |
| Фінляндія          | 23 березня 2023 | Президент                | Схвалено | Схвалено | Схвалено   | 4 квітня 2023   | [ 137 ]       |
| Франція            | 2 серпня 2022   | Національна асамблея     | 209      | 46       | 0          | 16 серпня 2022  | [ 138 ]       |
| Франція            | 21 липня 2022   | Сенат                    | 323      | 17       | 8          | 16 серпня 2022  | [ 139 ]       |
| Франція            | 5 серпня 2022   | Президент                | Схвалено | Схвалено | Схвалено   | 16 серпня 2022  | [ 140 ]       |
| Хорватія           | 15 липня 2022   | Сабор                    | 125      | 3        | 0          | 25 серпня 2022  | [ 141 ]       |
| Хорватія           | 19 липня 2022   | Президент                | Схвалено | Схвалено | Схвалено   | 25 серпня 2022  | [ 142 ]       |
| Чехія              | 27 серпня 2022  | Палата депутатів         | 135      | 4        | 12         | 19 вересня 2022 | [ 143 ]       |
| Чехія              | 10 серпня 2022  | Сенат                    | 66       | 0        | 0          | 19 вересня 2022 | [ 144 ]       |
| Чехія              | 31 серпня 2022  | Президент                | Схвалено | Схвалено | Схвалено   | 19 вересня 2022 | [ 145 ]       |
| Чорногорія         | 28 липня 2022   | Скупщина                 | 57       | 2        | 11         | 13 вересня 2022 | [ 146 ]       |
| Чорногорія         | 1 серпня 2022   | Президент                | Схвалено | Схвалено | Схвалено   | 13 вересня 2022 | [ 147 ]       |

Примітки
1. ↑  В Сполученому Кололівстві немає потреби ухвалювати формально закони для ратифікації міжнародних угод, але Правило Понсонбі вимагає, щоби угоди були представлені парламенту з пояснювальною запискою[83]
2. ↑  Голосування проводилося партіями, а не повним записаним голосуванням.

За проголосували: Нова демократія, Коаліція радикальних лівих та Рух змін.

Проти: Комуністична партія Греції, Грецьке рішення та МЕРА25[85].
3. ↑  За словами канадського міністра закордонних справ Мелані Жолі, відповідно до законодавства Канади, виконавча влада має юридичне право ухвалювати такі рішення і тому немає потреби ратифікувати документ через парламент[101]
4. ↑  Голосування проводилося партіями, а не повним записаним голосуванням.

За проголосували: СДПН, Зелені, ВДП, ХДС/ХСС, АдН

Проти: Ліві